# Hospital General de Madrid
L'Hospital General de Madrid (denominat Hospital General i de la Passió durant els segles xvii i xviii i Hospital Provincial de Madrid en els segles xix i  xx) va ser una institució sanitària situada a Madrid (prop del carrer d'Atocha) que va estar en servei durant gairebé més de tres-cents anys. La seva activitat va començar a inicis de segle xvii arran de la unificació de diversos petits hospitals de Madrid i va finalitzar l'1 d'octubre de 1965 acabar sent rehabilitat en un museu nacional, el Reina Sofia, i conservatori.

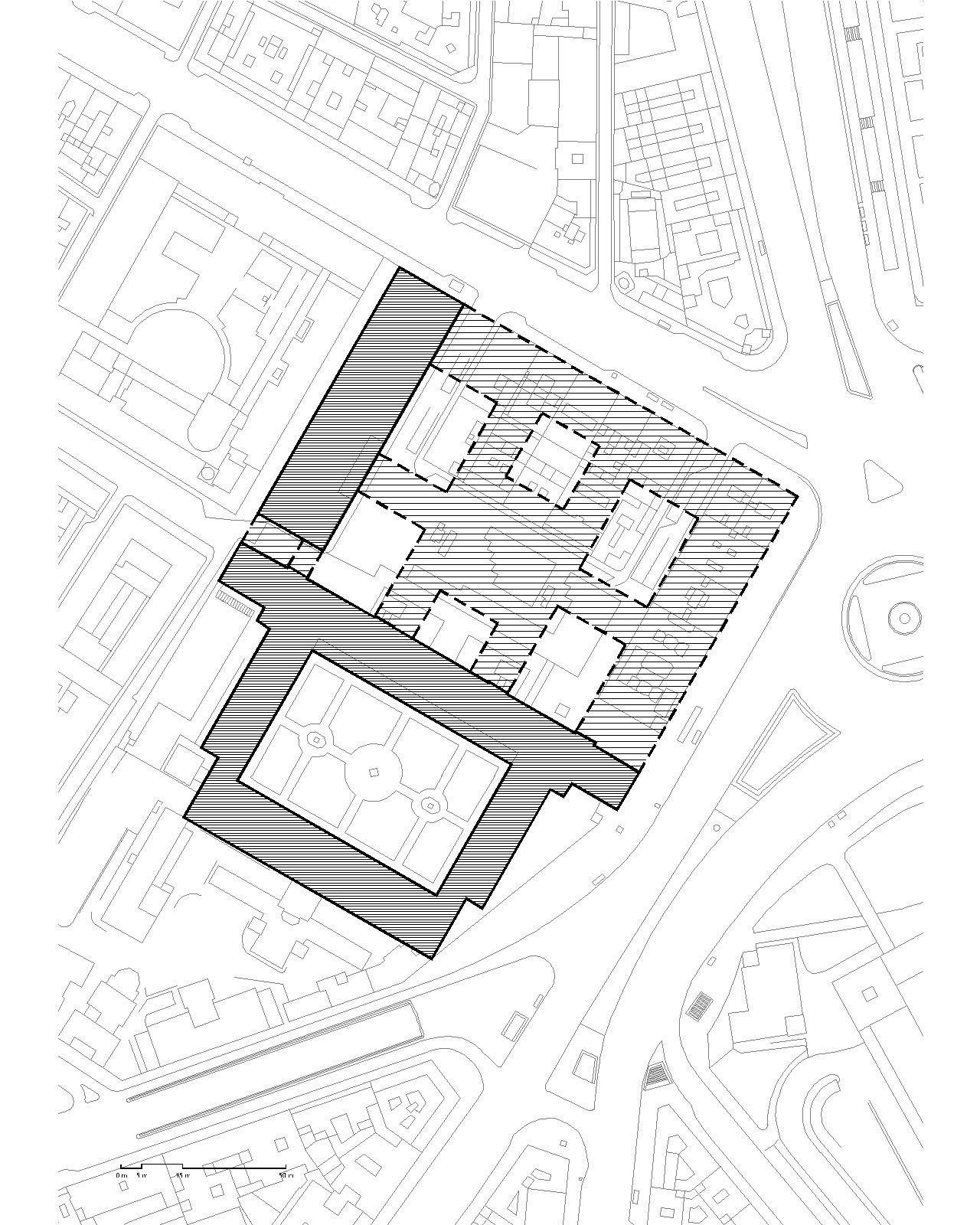
Planta del complex d'edificis que dissenyà Hermosilla, la ubicació de l'entrada dona al cap d'avall del carrer d'Atocha, davant del què fou el Cinema San Carlos. En el disseny de planta es nota l'ocupació d'espais rectangulars com divisió, facilitant les ampliacions futures. A la imatge es representa en gris fosc les parts que es van fer finalment, en gris clar el que mai es va arribar a executar.

## Antecedents
En el seu solar hi ha hagut dos hospitals, el primer anomenat Hospitium Pauperum, dissenyat pel protometge Cristóbal Pérez de Herrera en època de Felip II, que va estar en servei fins que Ferran VI el va fer enderrocar. Aquest monarca va recolzar financerament la construcció d'un segon hospital a l'arquitecte militar José d'Hermosilla. Aquest projecte va tenir posteriorment a altres arquitectes al capdavant de les obres (com Francisco Sabatini i Juan de Villanueva), malgrat la qual cosa mai es va aconseguir finalitzar, quedant definitivament inacabat (a només les dues cinquenes parts de el projecte inicial). La permanent demanda d'assistència sanitària a Madrid, i els constants canvis normatius realitzats durant aquest període van ser la causa principal que l'edifici no arribés a estar completament acabat.
A proposta del catedràtic Pedro Custodio Gutiérrez i el rector Martínez de Bustos, el Consell de Castella, el 29 d'agost 1774, va acceptar la creació, a l'Hospital General de Madrid, d'un nou Col·legi de Cirurgia, similar als de Cadis i Barcelona. La proposta es va fer ferma mitjançant una reial cèdula de Carles III, de 1780, ratificada el 1783.
El Reial Col·legi va iniciar els seus ensenyaments al soterrani de l'Hospital General, per després situar-se en la planta baixa del pavelló lateral que estava encara en construcció, obra dirigida per Sabatini (on, després, va estar situat l'Hospital Clínic i actualment el Reial Conservatori Superior de Música de Madrid).
El 26 d'octubre de 1846 un reial decret d'Isabel II va permetre habilitar dues sales de la zona nord del vell hospital, perquè els estudiants de la veïna facultat poguessin realitzar les seves pràctiques. En 1849 l'Hospital va passar a dependre de la Diputació Provincial de Madrid i va canviar el seu nom (Hospital Provincial). El 1867 es va crear l'Hospital de les Clíniques de Sant Carles, al cedir la Diputació Provincial el pavelló lateral (de Sabatini) a la Direcció General d'Instrucció Pública. Aquest Hospital va desaparèixer a l'any següent (amb l'argument que eren molt cares de mantenir aquestes «Clíniques» i que era l'única facultat de medicina d'Espanya que tenia hospital propi) fins que el 1875 es va fundar l'edifici l'Hospital Clínic de Sant Carlos. Un dels primers historiadors de la institució va ser el doctor Gregorio Marañón, a qui van seguir altres estudiosos.
A mitjans del segle xx l'hospital va cessar les seves funcions i l'edifici va quedar completament abandonat, passant totes les seves activitats el 1965 al que és, al començament de segle xxi, l'Hospital Clínic San Carlos situat en Moncloa. Després de la sol·licitud, per part de diversos arquitectes, de la seva catalogació com a monument històric artístic, a la fi es va salvar d'un possible enderrocament, gràcies a un reial decret de 1977 que efectivament el declarava monument històric artístic. El 10 de setembre de 1992 els reis Joan Carles i Sofia van inaugurar la col·lecció permanent del Museu Nacional Centre d'Art Reina Sofia.

## Història
Des de 1499, quan els Reis Catòlics van fundar l'Hospital de Sant Jaume de Compostel·la, la Corona va començar la tradició de dedicar-se a l'evolució de les institucions sanitàries. El 1566 el rei Felip II va decidir reorganitzar els hospitals de les ciutats més poblades d'Espanya, tots molt dispersos geogràficament. En el cas de Madrid molts d'ells es trobaven situats més enllà del raval de Santa Cruz i del barri de la Llatina. Aquesta solució s'havia abordat ja en altres països d'Europa, i a Espanya existia el precedent dels Reis Catòlics i l'agrupació d'hospitals a l'Hospital General realitzada a la ciutat de València en 1512. La decisió de Felip II d'unificació hospitalària es fonamentava en una obligació real que havia iniciat ja el seu pare Carles I per imposició de les Corts de Segòvia. Durant aquest període, de finals del segle xv al començament del xvi, es van establir nombrosos edictes reials d'unificació que es van anar diluint sense compliment, revelant la seva ineficàcia. Darrere d'aquesta resistència es trobava el negoci de les múltiples confraries i congregacions que guanyaven diners amb almoines.

## Rehabilitació

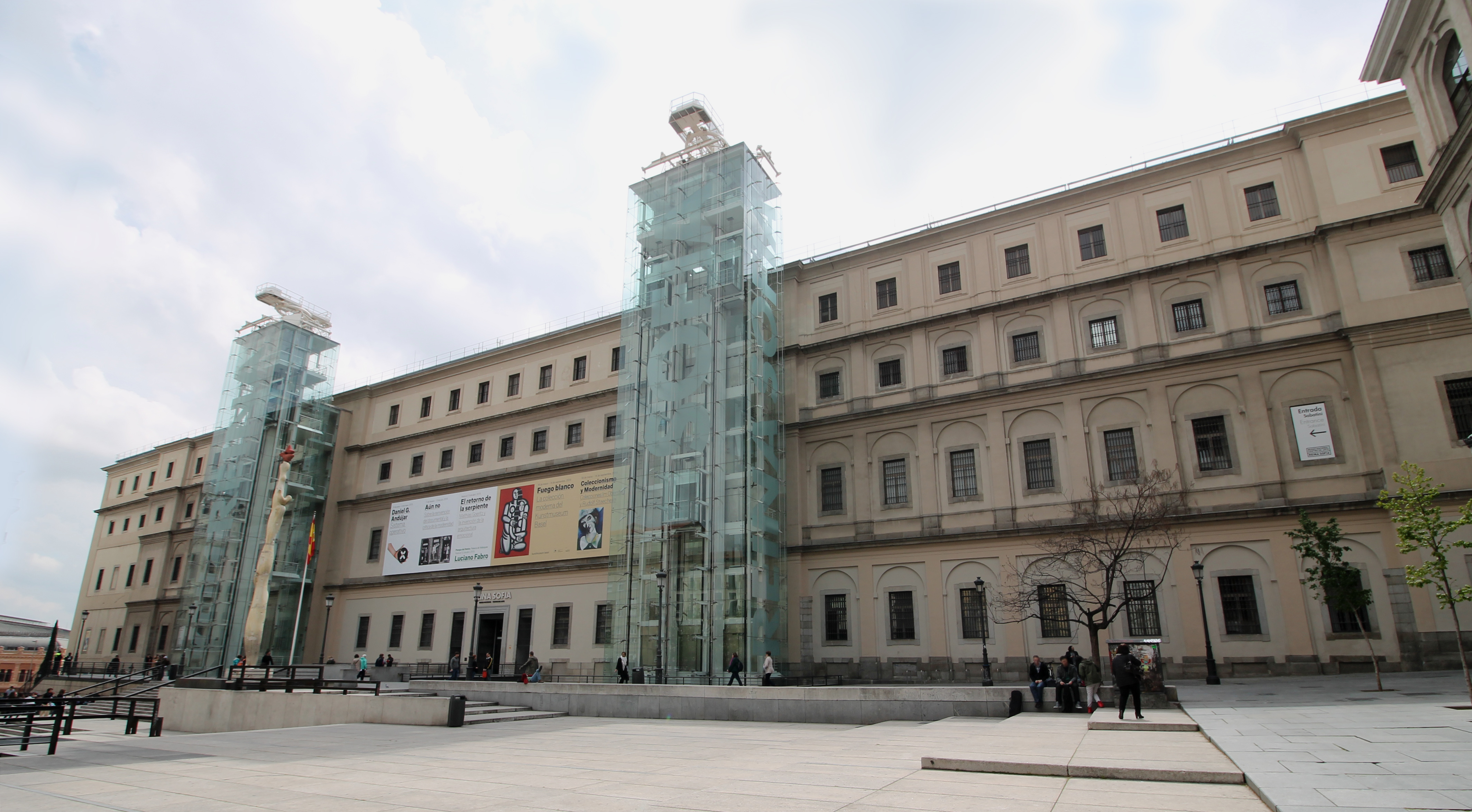
Façana nord-est del MNCARS.

El 1974, el director de Belles Arts, Joaquín Pérez Villanueva, per encàrrec del Ministeri d'Educació, va iniciar els procediments de compra de l'edifici a les Mutualitats Laborals. Les negociacions d'adquisició van finalitzar el 1976 amb la compra de l'edifici per reial decret de 1977. L'edifici passaria a ser propietat del Ministeri d'Educació, allotjant diferents serveis i museus de l'Estat. Es va pensar inicialment en diverses propostes com Museu del Poble Espanyol, un museu de teatre, un museu de reproduccions artístiques, etc. Amb la direcció de l'arquitecte Carlos Fernández Cuenca van començar el 1980 algunes reparacions parcials a l'edifici, sent finalment Antonio Fernández Alba l'encarregat general de les obres de rehabilitació. La millora de la façana va coincidir amb un projecte general de rehabilitació de la glorieta d'Atocha; es va desmuntar l'escalèxtric, es van ampliar els accessos a l'estació i es van col·locar elements ornamentals com la Font de la Carxofa en una rotonda.
El 26 de maig de 1986, amb totes les remodelacions tancades, es va obrir un centre d'art a l'edifici. Malgrat totes les exposicions, congressos, projeccions de cinema..., no va complir les expectatives marcades inicialment. El 10 de setembre de 1992 els reis Joan Carles i Sofia van inaugurar la col·lecció permanent del Museu Nacional Centre d'Art Reina Sofia.